# Asparagus pastorianus
Asparagus pastorianus är en sparrisväxtart som beskrevs av Philip Barker Webb och Sabin Berthelot. Asparagus pastorianus ingår i släktet sparrisar, och familjen sparrisväxter. Inga underarter finns listade i Catalogue of Life.